# Sant Martí d'Urtx
Sant Martí d'Urtx és una església d'origen romànic al poble d'Urtx pertanyent al municipi de Fontanals de Cerdanya (Baixa Cerdanya).

## Història
Documentada l'any 1119, quan el bisbe Ot d'Urgell la va donar com dependent de la canònica de Santa Maria de Serrabona al Vallespir. Aquesta donació fou confirmada pel bisbe Bernat en consagrar-la el 1151. El poble fou de la família dels Urg, que s'extingí al segle xiv. El 1316, els marmessors testamentaris del darrer baró Ramon d'Urtx vengueren al rei el lloc d'Urtx a més de Das i Saltèguel.

## Arquitectura
L'església, construïda el segle xii, primitivament tenia la planta trapezoïdal amb un absis semicircular a la capçalera. Ha estat reformada algunes vegades, tant els seus murs com l'absis són reconstruïts, el campanar també forma part d'aquestes modificacions i el reforç en el gruix de les parets laterals que van aconseguir així una amplada d'1,75 metres.
La portalada de pedra granítica és l'original encara que canviada d'emplaçament, presenta un arc de mig punt amb dues arquivoltes, l'exterior amb motius escultòrics, quatre cares, dos per banda, en el centre un cap de bou i la resta de la decoració són petites piràmides, l'arquivolta interior està formada per un bordó.